# Ламбьель, Стефан
Стефа́н Ламбье́ль (фр. Stéphane Lambiel; род. 2 апреля 1985, Мартиньи, Вале) — швейцарский фигурист и тренер, серебряный призёр Олимпийских игр (2006), двукратный чемпион мира (2005, 2006), двукратный победитель финала Гран-при (2005, 2007) и девятикратный чемпион Швейцарии (2001—2008, 2010).
Ламбьель стал заниматься фигурным катанием в семилетнем возрасте вслед за своей сестрой. Он быстро достиг успехов на детском и юниорском уровнях, а после 2000 года стал выступать на турнирах среди взрослых. Уже в возрасте 17 лет швейцарский фигурист отправился на Олимпиаду-2002, заняв там 15-е место, а в следующий олимпийский цикл добился главных успехов в карьере: дважды выиграл чемпионат мира, стал победителем финала Гран-при и завоевал серебро туринской Олимпиады. В дальнейшем он второй раз выиграл финал Гран-при, но в 2008 году завершил карьеру из-за травмы. Тем не менее уже через год вернулся ради своей третьей Олимпиады в Ванкувере, где установил свои лучшие результаты в карьере, но стал лишь четвёртым.
Широкую известность Ламбьель получил благодаря уникальной способности исполнять вращения, а также за артистичное исполнение программ. Несмотря на трудности в исполнении некоторых элементов (в частности акселя), Ламбьель в своих программах достаточно стабильно исполнял четверные тулупы, что позволяло ему побеждать соперников. В изучении сложных прыжков ему помогали российские специалисты (в частности Алексей Мишин), но основным тренером на протяжении бо́льшей части карьеры был швейцарец Петер Грюттер, также в качестве хореографа со Стефаном работала Саломе Бруннер — бывшая швейцарская фигуристка.
После окончания соревновательной карьеры Ламбьель стал выступать в шоу, а также стал тренером и хореографом. Он помогал многим известным фигуристам в постановке программ, а с 2016 года стал основным тренером латвийского фигуриста Дениса Васильева.

## Биография
Стефан Ламбьель родился в Мартиньи 2 апреля 1985 года и провёл детство в Саксоне, кантон Вале. Мать Стефана, Фернанда (порт. Fernanda), была родом из Португалии и, по словам Ламбьеля, всегда была поклонницей фигурного катания. Отец Стефана, Жак (фр. Jacques), является уроженцем города Изерабль в Швейцарии. У Стефана есть старшая сестра Сильвия (фр. Silvia) и младший брат Кристоф (фр. Christophe). Сестра швейцарца уже занималась фигурным катанием, и Стефан, увидев это в возрасте семи лет, заинтересовался сам и стал регулярно смотреть видеозаписи, связанные с фигурным катанием. Тогда же он попросил свою маму записать его на занятия. Через два года он познакомился с Петером Грюттером, который являлся его тренером большую часть соревновательной карьеры.
Родители Ламбьеля развелись, когда ему было 14 лет, и мать Стефана вынуждена была искать средства для того, чтобы дать возможность сыну заниматься фигурным катанием, так как в Швейцарии на тот момент не было поддержки фигуристов. Дядя Ламбьеля предложил идею открыть в Саксоне фан-клуб, целью которого был сбор денег, необходимых для занятий фигурным катанием, и этот клуб просуществовал впоследствии до окончания карьеры Стефана.
Родной язык швейцарца — французский, он также говорит на немецком, английском, португальском и изучает итальянский. Стефан живёт в Лозанне, переехав туда после получения аттестата зрелости о прохождении курса «биология, химия, физкультура» в июне 2004 года, однако из-за занятия фигурным катанием отложил поступление в университет. По мнению Ламбьеля, на это решение также повлияло то, что он считает себя перфекционистом, из-за чего не мог заниматься вещами недосконально. В результате он поставил себе условие: стать либо студентом, либо фигуристом.
Среди своих увлечений Стефан отмечает коллекционирование божьих коровок, которое, по его словам, началось после того, как он увидел немецкий автомобиль Volkswagen в виде этого насекомого. У него есть отдельная большая комната в доме для коллекций, а из-за того, что об этом знают другие, эта коллекция расширяется.

## Карьера

### Ранние годы
Став фигуристом по стопам сестры Сильвии, Ламбьель быстро достиг успехов, хотя его сестра перестала кататься сразу после того, как поняла, что Стефан способен кататься лучше неё, что также сказалось на первых занятиях молодого швейцарца: первое время ему было тяжело ходить на каток одному. Ламбьель дебютировал на международных стартах в 1997 году, победив в турнире Triglav Trophy в соревнованиях детского уровня (англ. Novice). В том же сезоне он завоевал титул чемпиона Швейцарии в той же категории, и в чемпионате мира 1997 года, который проходил в его родной стране, Ламбьелю позволили принять участие в показательных выступлениях.
В 1998 году Ламбьель перешёл на юниорский уровень, завоевав титул чемпиона Швейцарии в этой категории. Это достижение он смог защитить и через год, в 1999 году. В том сезоне он впервые участвовал на этапах серии юниорского Гран-при, став восьмым на обоих из них: в Китае и во Франции. В 1999 году развелись родители Стефана, из-за чего пришлось искать средства на занятия фигурным катанием, — Ламбьель вспоминал, что для этого требовалось около 100 тысяч швейцарских франков на сезон, и из-за отсутствия поддержки со стороны федерации Швейцарии матери Ламбьеля пришлось работать, а дядя придумал создать фан-клуб в Саксоне, который помог собрать необходимые средства и существовал до окончания соревновательной карьеры фигуриста.
В сезоне 1999/2000 Ламбьель впервые стал обладателем медали на юниорском уровне, завоевав бронзу в Японии, а также стал седьмым в Норвегии. Следующим стартом для швейцарского фигуриста явился чемпионат мира среди юниоров, который стал дебютным для Стефана. Он занял там лишь десятое место.

### Дебют на взрослом уровне
В сезоне 2000/2001 Ламбьель ещё продолжал участвовать в юниорских турнирах, хотя, по словам швейцарца, его долго сдерживала федерация, не позволив, например, выступить на чемпионате мира среди юниоров 1999 года, хотя Стефан выиграл чемпионат Швейцарии. Аналогично было и со взрослым уровнем: Ламбьель был готов выступать на взрослом уровне даже раньше, но федерация старалась «удержать» его «в юниорах». В этом сезоне он вновь участвовал в двух этапах юниорского Гран-при, завоевав серебро в Мексике, но во Франции став лишь девятым. Затем Ламбьель участвовал во взрослом чемпионате Швейцарии, сразу же выиграв золото. Благодаря этому успеху фигурист получил право участвовать на чемпионате Европы в Братиславе, где занял девятое место, впервые «встретившись» на одном турнире с россиянином Евгением Плющенко, который в дальнейшем станет одним из главных его конкурентов. На втором для Ламбьеля чемпионате мира среди юниоров ему удалось улучшить результат: он стал пятым. При этом в короткой программе фигурист занял третье место, хотя двое судей ставили его на первое. Тем не менее в произвольной программе он стал лишь седьмым, опустившись на итоговое пятое место.
Сезон 2001/2002 Ламбьель начал с участия в турнире «Finlandia Trophy», где стал 11-м. На этапе Гран-при во Франции швейцарец занял шестое место, и это был его единственный этап в серии этого сезона. Затем он защитил титул чемпиона Швейцарии, завоевав право представлять свою страну на чемпионатах Европы и мира. Заняв на континентальном чемпионате четвёртое место, он получил право участия на Олимпийских играх в Солт-Лейк-Сити. При этом СМИ отмечают, что именно исполнение произвольной программы под «Quidam» Cirque du Soleil на чемпионате Европы в Лозанне сделало Ламбьеля известным, а эта программа стала одной из лучших его постановок, даже несмотря на то, что он ещё не владел сложными прыжковыми элементами. В столице Юты на Олимпиаде фигурист занял лишь пятнадцатое место, после чего принял участие на чемпионате мира в Нагано, но выступил там хуже, чем на Олимпиаде, став 18-м.
В ноябре 2002 года Ламбьель перенёс операцию на колене, тем не менее вновь выиграл чемпионат Швейцарии и отправился в январе на чемпионат Европы, став там пятым. Спустя два месяца фигурист принял участие на чемпионате мира в Вашингтоне и стал десятым, улучшив свой прошлогодний результат.
Следующий сезон Стефан Ламбьель начал с этапа Гран-при в Москве, причём это был один из первых турниров, на которых была применена новая судейская система, которая была введена в фигурное катание после скандала в 2002 году. В короткой программе фигурист набрал лишь 62 балла, неудачно исполнив тройной лутц и четверной тулуп, оставшись без каскада. В произвольной программе ошибок также избежать не удалось, и с суммой 198,01 балла Ламбьель занял пятое место. Затем швейцарец в четвёртый раз подряд стал чемпионом Швейцарии. На чемпионате Европы фигурист показал худший результат из трёх и занял шестое место, став лишь 12-м в короткой программе, при этом на турнире ещё использовалась шестибалльная система. На чемпионате мира в Дюссельдорфе Ламбьель значительно улучшил свои результаты, став четвёртым.

### Сезон 2004/2005: победа на чемпионате мира в Москве
Осенью 2004 года Стефан Ламбьель перенёс операцию на мениске левого колена. В октябре он тренировался под руководством Седрика Моно, а в ноябре ему также помогали Майда Шарль и Жан-Себастьян Шарль. Серию Гран-при сезона 2004/2005 швейцарец пропустил, и первым его выступлением в сезоне стал национальный чемпионат, где он в очередной раз защитил титул. Первым международным стартом в сезоне для Ламбьеля стал чемпионат Европы в Турине, который проходил на арене «Палавела», где на февраль 2006 года было запланировано проведение олимпийских турниров у фигуристов и шорт-трекистов. Также этот чемпионат Европы стал первым, на котором применялась новая судейская система, «опробованная» в серии Гран-при. В короткой программе Ламбьель занял третье место с результатом 69,97 балла, уступив 6,01 балла лидировавшему французу Бриану Жуберу. В программе под музыку Джорджа Уинстона он исполнил каскад из четверного и тройного тулупов, но не справился с акселем, который получился лишь одинарным. Однако в произвольной программе ошибок было ещё больше, и, несмотря на хорошо исполненный четверной тулуп, Ламбьель остался лишь с одним каскадом, дважды сорвал лутц (один из которых был одинарным, а другой — двойным вместо тройного), а второй тулуп оказался лишь двойным. В итоге швейцарец набрал лишь 126,5 балла и опустился на итоговое четвёртое место. Ламбьель решил сменить произвольную программу: после не лучшего, по его мнению, выступления на национальном чемпионате и перенесённой травмы фигурист решил, что исполнит в последний раз программу под саундтрек из кинофильма «Шоу Трумана» на чемпионате Европы. После чемпионата в Швейцарии проходили шоу Art on Ice, во время которых Ламбьель вместе со своим хореографом Саломой Бруннер решили поставить новую программу под музыку из другого кинофильма — «Король Артур».
В Москве на чемпионате мира 2005 года Ламбьель выступал в квалификации B, выиграв её. В короткой программе швейцарец показал результат 80,28 балла, чисто исполнив тройной аксель и каскад из четверного и тройного тулупов. Выступавший вслед за ним Евгений Плющенко, являвшийся основным соперником Ламбьеля, после падения с четверного тулупа остался без каскада, став в итоге пятым, а позднее снялся из-за травмы. По словам Ламбьеля, снятие Плющенко с соревнований расстроило Стефана, так как для швейцарца «всегда интересно соревноваться с сильнейшим». В произвольной программе под музыку Ханса Циммера из кинофильма «Король Артур» Ламбьель не избежал ошибок, исполнив лишь одинарные флип и аксель, однако при этом в его программе были два четверных прыжка, каждый из которых был оценён на плюс. При этом первый четверной был исполнен в каскаде с тройным тулупом. Швейцарец получил за свой прокат 144,18 балла, что оказалось на 7,88 балла выше результата Джеффри Баттла, ставшего вторым в произвольной программе. Таким образом, Ламбьель стал чемпионом мира, победив и в короткой, и в произвольной программах. Когда швейцарца спросили о том, как на его прокате сказалось то, что Плющенко снялся, он ответил:
[Когда Плющенко снялся…] я остался один. Дело в том, что мне нужен настоящий соперник. Такой, как Плющенко. Он для меня кумир. Если бы выступал Евгений, я бы откатался намного лучше. А с Брайаном Жубером соревноваться уже не так интересно. Не могу сказать, что я выступил совсем уж неудачно — всё-таки два четверных прыжка я исполнил. Но психологически мне было невероятно трудно.Стефан Ламбьель

### Сезон 2005/2006: серебро Олимпиады и защита титула в Калгари
Впервые в карьере швейцарец выступал на двух этапах Гран-при в сезоне. Оба раза он занял вторые места. На этапе в Китае Стефан уступил 9,06 балла канадцу Эммануэлю Сандю, а по ходу турнира занимал третье место после короткой программы. В России швейцарский фигурист значительно улучшил свой результат, более, чем на 20 баллов (225,55), однако уступил россиянину Евгению Плющенко, показавшему ещё более высокий результат — 241,8 балла. Благодаря этим результатам Ламбьель впервые в карьере получил право участвовать в финале Гран-при. На дебютном для себя турнире, который проходил в Токио, он занял первое место, опередив японца Дайсукэ Такахаси и канадца Джеффри Баттла, ещё на пять баллов улучшив лучший результат сезона, который теперь стал равен 230,1 балла. При этом в короткой программе он исполнил всё без ошибок, в том числе тройной аксель; в произвольной же он упал с тройного акселя, однако выполнил два четверных тулупа, один из которых был в каскаде с тройным, а также два других каскада из тройного сальхова и двойного тулупа и тройных лутца и тулупа. За этот прокат он получил 149,50 балла, опередив ближайшего конкурента, канадца Джеффри Баттла, более чем на 11 баллов в этом сегменте.

Победив в очередной раз на чемпионате Швейцарии, Ламбьель получил право представлять свою страну на главных турнирах сезона — чемпионатах Европы и мира и Олимпийских играх в Турине. На чемпионате Европы, прошедшем в январе в Лионе, Ламбьель завоевал серебряную медаль, уступив лишь Евгению Плющенко. При этом после короткой программе он занимал третье место, неудачно исполнив аксель и уступая также французу Бриану Жуберу больше балла, но в произвольной обыграл его, исполнив два четверных тулупа и набрав 154,14 балла. В итоге Стефан закончил соревнования с суммой 228,87 балла и стал серебряным призёром чемпионата Европы.
Перед Олимпийскими играми в Турине швейцарский фигурист был фаворитом в борьбе за серебряные медали, при этом он решил сменить короткую программу после чемпионата Европы. Ошибившись в короткой программе при исполнении акселя, он уступил также американцу Джонни Вейру 0,96 балла (результат Ламбьеля в короткой программе — 79,04 балла), хотя при хорошем исполнении тройного акселя мог бы конкурировать даже с Плющенко, победившим с результатом 90,66 балла. В произвольной программе Ламбьель стал лишь четвёртым, уступив американцу Эвану Лайсачеку, который занимал десятое место после короткой программы, и канадцу Джеффри Баттлу, который занимал шестое место после первого дня соревнований. Швейцарец не сумел справиться с программой без ошибок — он упал с тройного лутца, ошибся на изолированном четверном тулупе, не сумел прыгнуть тройной аксель, однако чисто исполнил каскад «четверной тулуп — тройной тулуп — двойной риттбергер», получив за свой прокат 152,17 балла. Благодаря запасу над фигуристами, обошедшими Стефана в произвольной программе, швейцарский фигурист в сумме обошёл их и стал серебряным призёром Олимпийских игр. Спустя некоторое время после окончания церемонии награждения Ламбьель дал интервью журналистам, прокомментировав свой успех: «Я ещё никогда не был так счастлив».
В марте 2006 года Ламбьель в Калгари повторил свой успех, став двукратным чемпионом мира. Швейцарец выиграл квалификацию, которая состояла из исполнения произвольной программы, при этом 25 % от её суммы шло в сумму, состоящую из квалификации, короткой и произвольной программ. В короткой программе, допустив мелкие помарки (его прыжки были немного «отминусованы» судьями), швейцарец занял лишь четвёртое место, уступив второму ровно 1 балл. Однако произвольную программу Лабьель выиграл, набрав 156,58 балла, и исполнил при этом два четверных тулупа, один из которых в каскаде с тройным. В сумме Ламбьель набрал 274,22 балла, выиграв второй титул подряд, и опередил ближайшего преследователя Бриана Жубера менее чем на 4 балла.

### Сезон 2006/2007: после Олимпиады
Сезон для Ламбьеля начался с этапа Гран-при в Канаде, который он выиграл, занимая после короткой программы лишь седьмое место. Однако, победив в произвольной программе, он сумел обойти всех, в том числе и лидера после короткой программы японца Дайсукэ Такахаси. Это оказался единственный этап Гран-при для швейцарца, после чего он отправился на очередной национальный чемпионат, который снова выиграл. Однако затем Стефан пропустил чемпионат Европы из-за «потери интереса» к фигурному катанию и общей усталости, которая накопилась из-за участия в шоу, но всё же принял участие в чемпионате мира 2007 в Токио, где занял третье место. При этом Ламбьель вновь занял лишь шестое место в короткой программе, упав с тройного акселя, но в произвольной стал вторым с результатом 160,65 балла, исполнив два четверных прыжка и тройной аксель, и за счёт этого поднялся на пьедестал с суммой 233,35 балла.

### Сезон 2007/2008: смена тренера и завершение карьеры
Сезон 2007/2008 швейцарец начал с этапов Гран-при в России и Китае, как и двумя годами ранее. Оба раза он завоевал медали: в Харбине выиграл бронзовую медаль, уступив американцам Джонни Вейру и Эвану Лайсачеку; в Москве занял второе место, вновь проиграв Вейру, при этом выиграв короткую программу. Благодаря этим успехам Ламбьель получил право участия в финале Гран-при в Турине, на олимпийском катке «Палавела», и вновь победил, как и двумя годами ранее. При этом он уступил в короткой программе японцу Дайсукэ Такахаси, но в произвольной одержал победу, хотя японец, выступая последним, имел шансы обойти Ламбьеля, но не сумел удержать преимущество, уступив 16 сотых балла. Затем швейцарец восьмой раз подряд выиграл чемпионат своей страны.
В январе 2008 года участвовал на чемпионате Европы в Загребе, заняв там второе место. Швейцарец вновь не сумел выиграть континентальное первенство, на этот раз уступив чуть более 7 баллов чеху Томашу Вернеру. На чемпионате мира 2008 года в короткой программе занял пятое место, недокрутив тройной тулуп в каскаде и ошибившись на тройном акселе, но при этом плотность результатов была достаточно высокой: Ламбьель всего 2,98 балла уступал лидеру Джеффри Баттлу. Несмотря на то, что в произвольной программе Ламбьель исполнил два четверных тулупа (правда один из них был недокручен и понижен до тройного) и тройной аксель, лишь три прыжковых элемента из восьми были оценены судьями «на плюсы», что помешало улучшить турнирную ситуацию, в итоге швейцарец стал только пятым.
После окончания сезона 2007/2008 годов Стефан принял решение сменить тренера. Его наставником стал Виктор Петренко. В турнирах сезона 2008/2009 он не участвовал. 16 октября 2008 года Стефан Ламбьель созвал пресс-конференцию, на которой объявил, что заканчивает любительскую спортивную карьеру в связи с травмой паха. В дальнейшем Стефан много гастролировал с различными ледовыми шоу.

### Сезон 2009/2010: возвращение и Олимпиада в Ванкувере
В июле 2009 года Ламбьель заявил, что намерен вернуться в любительский спорт, чтобы принять участие в Олимпиаде в Ванкувере. По словам его хореографа Салом Бруннер, Стефан располагал небольшим количеством времени и к тренировкам подошёл уже готовым: подобрал и нарезал музыку к своим программам, а также предложил идеи, каким образом следует расположить элементы. Все программы были поставлены всего за несколько ночей, а Бруннер отмечала, что чем больше у фигуриста опыта, тем меньше советов приходится ему давать. 
Первым турниром после возвращения для него стал «Nebelhorn Trophy», на котором предстояло квалифицироваться для участия в Олимпиаде, так как в отсутствие Ламбьеля швейцарские фигуристы на чемпионате мира 2009 добыть путёвки на Игры не смогли: лучший швейцарский фигурист в Лос-Анджелесе занял лишь 26-е место, даже не квалифицировавшись в произвольную программу. Турнир в Оберстдорфе Ламбьель выиграл, опередив ближайшего соперника, россиянина Ивана Третьякова, более, чем на 26 баллов, и тем самым завоевал для Швейцарии одну олимпийскую лицензию в мужском одиночном катании. Позднее Стефан завоевал девятый титул чемпиона Швейцарии.

В январе 2010 года Стефан Ламбьель принял участие в чемпионате Европы 2010, где стал серебряным призёром, при этом в короткой программе он исполнил все элементы на «плюсы», в том числе тройной аксель и четверной тулуп (в каскаде с двойным). Он набрал 82,40 балла и уступал после короткой программы лишь французу Жуберу и россиянину Плющенко. В произвольной программе швейцарец упал на дорожке шагов, но выполнил два четверных тулупа, один из которых был в каскаде. Став лучшим по оценке за компоненты (85 баллов), Ламбьель набрал высокие 160,79 балла в произвольной программе и поднялся на второе место. Пьедестал чемпионата Европы стал таким же, каким был перед Олимпиадой-2006 четырьмя годами ранее.
Стефан Ламбьель был флагоносцем на церемонии открытия Олимпийских игр. В феврале 2010 года швейцарец выступил на третьих для себя Олимпийских играх. В Ванкувере он стал пятым в короткой программе, не сумев исполнить тройной аксель и ошибившись в каскаде из четверного и двойного тулупов. Тем не менее он набрал 84,63 балла, что стало его лучшим достижением в карьере. При этом Ламбьель стал лучшим фигуристом в короткой программе по второй оценке, получив 43,15 балла за компоненты. В произвольной программе ошибок избежать также не удалось: хотя Ламбьель и исполнил два четверных тулупа, оба оказались «отминусованы» судьями из-за помарок на выезде, а тройной лутц был исполнен с неясного ребра. Остальные прыжки швейцарец исполнил хорошо, однако он не исполнял тройной аксель. Тем не менее, получив высокие оценки за компоненты (83,60 балла), Стефан занял третье место в произвольной программе с лучшим для себя результатом в карьере 162,09 балла. Однако этих результатов ему не хватило, чтобы на второй подряд Олимпиаде завоевать медаль, и он занял 4-е место, уступив бронзовому призёру, японцу Дайсукэ Такахаси, всего 0,51 балла. Участия в последовавшем чемпионате мира Стефан не принял и после Олимпиады-2010 принял решение завершить соревновательную карьеру, и с тех пор он стал выступать в различных шоу по всему миру и заниматься тренерской работой.

## Тренеры и хореографы
Стефан Ламбьель познакомился с Петером Грюттером спустя два года после того, как увлёкся фигурным катанием. Долгие годы он тренировался у Грюттера, но в сезоне 2004/2005 Стефан попробовал сменить тренера, перейдя к Виктору Петренко, однако спустя некоторое время завершил карьеру из-за травмы. Вернувшись в 2009 году, Ламбьель вновь продолжил тренироваться у Грюттера. Помимо этого, Ламбьель отмечал, что он также тренировался в Торонто под руководством Брайана Орсера во время двухнедельного сбора в июле 2009 года. С Ламбьелем также работал российский тренер Алексей Мишин. Отмечается, что работа с этим специалистом помогла швейцарцу освоить четверной прыжок. Помимо Мишина, с Ламбьелем также занималась Галина Змиевская, а в детстве Стефан восхищался мастерством и виртуозностью советских фигуристов, что повлияло на его выбор в пользу тренеров из бывшего СССР.
Основным хореографом Ламбьеля была Саломе Бруннер, бывшая фигуристка, участница чемпионата мира 1984 года. Она начала работать со Стефаном в 1996 году в группе с его тренером Петером Грюттером, Ламбьелю тогда было 11 лет. После возвращения в 2009 году он продолжил тренироваться в группе Грюттера и Бруннер, причём администрация катка в Оберстдорфе, где тренировался Стефан летом, позволила заниматься в ночное время из-за того, что на летних сборах было слишком много фигуристов, и на индивидуальные занятия времени не хватало. Таким образом, Стефан тренировался в том числе и по ночам. По словам Бруннер, по мере получения фигуристом опыта, всё меньше приходилось ему давать советов, и в 2009 году программы Ламбьелю были поставлены всего за несколько дней, при этом сам фигурист позаботился об этом: нарезал музыку, предложил идеи по расположению элементов в программе. После этого для успешной работы оставалось найти лишь «общий язык», однако после того, как программы были поставлены, Ламбьелю всё равно необходимо было много практиковаться над исполнением программ.

### Стиль катания
Стефан отмечал, что его привлекает в фигурном катании не спортивная, а артистическая сторона, и благодаря этому он и начал заниматься этим видом спорта. Ламбьель появился на международных соревнованиях с исключительными вращениями: многооборотными, на высокой скорости, с точной центровкой и новыми необычными позициями (особенно в волчке и стоя). При этом швейцарец отмечает, что никогда не концентрировался на одних лишь вращениях, а пытался работать надо всем, что необходимо для фигуриста; и его расстраивает, когда в его катании люди замечают только лишь вращения. Он также рассказывал, что имеет свой стиль катания, а также обладает особым видением программы, при этом никогда не старался быть на кого-либо похожим.
Специалисты в мире фигурного катания отмечают артистические способности Ламбьеля. В частности, Алексей Мишин после того, как Стефан завершил карьеру из-за травмы в 2008 году, выразил сожаление, отметив, что уход швейцарца из фигурного катания — громадная потеря, а сам он — великий «вращальщик» и выдающийся артист. Также отмечают способность Ламбьеля «прожить программу на льду», подразумевая при этом впечатление, при котором кажется, что все его движения были поставлены не хореографом, а шли от него самого.
В программах Ламбьель сочетал как уникальный стиль катания, так и владение сложными элементами. После тренировок с российскими специалистами он освоил четверной прыжок, который достаточно стабильно исполнял на соревнованиях. Тем не менее основные проблемы ему доставлял другой сложный элемент — тройной аксель, который у него часто не получался: как правило, либо он его «сдваивал», либо падал. Возможно, причиной этого является неправильно поставленная техника, которую ему так и не удалось исправить.
Во время тренерской работы с российским фигуристом Артуром Гачинским Ламбьель говорил:
Фигурист должен выглядеть спокойным, я бы сказал, мирным на льду — и в то же время доносить эмоции до окружающих. Не какими-то резкими движениями или взмахами. А сердцем.Стефан Ламбьель

## Тренерская карьера
Помимо выступления в различных шоу после окончания соревновательной карьеры, Стефан Ламбьель решил заняться постановками программ для фигуристов, работая в качестве хореографа. Он ставил показательное выступление под музыку из кинофильма «Амели» на сезон 2010/2011 для Дайсукэ Такахаси, а также планировал поставить японцу короткую программу, но позднее от этой идеи было решено отказаться. В дальнейшем Ламбьель помогал ставить программы многим фигуристам, среди которых:
- Флоран Амодио[93];
- Мики Андо[94];
- Михал Бржезина[95];
- Каролина Костнер[96][97][98];
- Юлия Липницкая[99];
- Тацуки Матида[100];
- Сатоко Мияхара[101];
- Нобунари Ода[102];
- Майя Шибутани и Алекс Шибутани[103];
- Акико Судзуки[102];
- Дайсукэ Такахаси[104];
- Денис Тен[105];
- Елизавета Туктамышева[106];
- Александр Петров[98];
- Денис Васильев[107];
- Артур Гачинский[17];
- Нелли Жиганшина и Александр Гажи[108].

В благотворительной поездке с 30 июня по 1 июля 2010 года Стефан Ламбьель в составе швейцарской делегации посетил детскую деревню во вьетнамском городе Бенче. Визит двукратного чемпиона мира вызвал много эмоций у детей. Швейцарец играл с ними и демонстрировал различные элементы фигурного катания. В 2011 году стал заниматься тренерской работой. Ламбьель помогал итальянцу Паоло Баккини в тренировочном процессе в Лозанне и помогал в подготовке Флер Максвелл, а с 2016 года швейцарец стал основным тренером латвийского фигуриста Дениса Васильева. С 2019 года тренер японского фигуриста Шома Уно , который долгое время находился в поиске наставника.

## Программы

#### В период соревнований
| Сезон     | Короткая программа                                                                                                  | Произвольная программа                                                                                 | Показательный номер |
| --------- | --- | --- | --- |
| 2000/2001 | Кумпарсита Шавье Кугат                                                                                              | Triton Джозеф Ракалле                                                                                  | |
| 2001/2002 | Vuelvo Al Sur Ya Basta! Gotan Project                                                                               | Quidam Cirque du Soleil Бенуа Ютрас                                                                    | Born Bond |
| 2002/2003 | Laissez-moi Me Griser Морис Эль Медиони                                                                             | Саундтрек из к/ф «Шоколад» Рэйчел Портман Концерт для фортепьяно Эдуард Кюннеке                        | Magic Stradivarius Эдвин Мартон La Vie Fait Ce Qu’Elle Veut Жюли Зенатти                                                                                              |
| 2003/2004 | I’m a Doun For Lack o' Johnnie (A Little Scottish Fantasy) в исполнении Ванессы Мэй Objection (techno remix) Шакира | Zabuca Йоханнес Линстед Loving Paris Gypsy Dance Эдвин Мартон                                          | Take the Long Way Home Supertramp |
| 2004/2005 | Spanish Caravan Джордж Уинстон                                                                                      | Саундтрек из к/ф «Король Артур» Ханс Циммер Саундтрек из к/ф «Шоу Трумана» Филип Гласс, Буркхард Давиц | E Lucevan e Le Stelle (из оперы «Тоска») в исполнении Флорана Паньи Light My Fire The Doors Killer Сил Billie Jean Майкл Джексон Oceania Бьорк                        |
| 2005/2006 | Dralion Cirque du Soleil Malagueña (из к/ф «Однажды в Мексике») Максим Родригес                                     | Времена года Антонио Вивальди                                                                          | You’re Beautiful Джеймс Блант If I Hadn’t Got You Лиза Стэнфилд I Don’t Want to Be Гевин Дегро Fix You Coldplay                                                       |
| 2006/2007 | Саундтрек из к/ф «Кровавый алмаз» Джеймс Ньютон Ховард Geissel Drama Кристин Лотербург                              | Poeta Висенте Амиго Времена года Антонио Вивальди                                                      | Fix You Coldplay New Shoes Паоло Нутини Stayin' Alive Робин Гибб |
| 2007/2008 | Carne Cruda Fernando Egozcue                                                                                        | Poeta (Фламенко) Висенте Амиго                                                                         | Un Giorno Per Noi (из к/ф «Ромео и Джульетта») Нино Рота в исполнении Джоша Гробана Father and Son Ронан Китинг Gimme More Sexy Back Бритни Спирс, Джастин Тимберлейк |
| 2008/2009 | Не участвовал в соревнованиях                                                                                       | Не участвовал в соревнованиях                                                                          | Otoño Porteño Астор Пьяццола Tainted Love Пол Янг Freak Like Me Sugababes                                                                                             |
| 2009/2010 | Увертюра из оперы «Вильгельм Телль» Джоаккино Россини                                                               | Травиата Джузеппе Верди Otoño Porteño Астор Пьяццола и ансамбль Танго нуэво                            | Let the Good Times Roll Рэй Чарльз In Your Eyes Анастейша Ne me quitte pas Жак Брель                                                                                  |

#### После окончания соревновательной карьеры
| Сезон     | Показательный номер |
| --------- | --- |
| 2010/2011 | - Прелюдия № 5 (Сергей Рахманинов) - Don’t Stop the Music (Джейми Каллум) - Trouble (Дима Билан) - I’ll Stand By You (Ким Уайлд) - Last Dance (Донна Саммер) - Bring Me to Life (Evanescence) |
| 2011/2012 | - Something Got Me Started (Simply Red) - Puttin' on the Ritz: - Summertime (Нина Симоне) - Alejandro (Леди Гага) - Puttin' on the Ritz (Руфус Уэйнрайт) - My Body Is a Cage (Arcade Fire) - La donna è mobile (из оперы «Риголетто» Джузеппе Верди) - Концерт для скрипки с оркестром (Пётр Чайковский)                                                  |
| 2012/2013 | - A Chorus Line (Марвин Хэмлиш) - Run (Леона Льюис) - Paint it, Black (Rolling Stones) - Caruso (Лучо Далла) - Je veux vivre (из оперы «Ромео и Джульетта» Шарля Гуно) |
| 2013/2014 | - The Water (Hurts) - Концерт для фортепиано с оркестром (Эдвард Григ) - Ave Maria (Франц Шуберт) - Votre toast (из оперы «Кармен» Жоржа Бизе) |
| 2014/2015 | - Прелюдия № 5 (Сергей Рахманинов) - Sense (Том Оделл) - Try (Нелли Фуртадо) - Nessun Dorma (Джакомо Пуччини) - Say I Wanna Know (Ник Уотерхаус) |
| 2015/2016 | - Poeta (Фламенко) (Висенте Амиго) - La valse (Морис Равель) - Nobody’s Perfect (Jessie J) - Gone Too Soon (Майкл Джексон) - Nessun Dorma (Джакомо Пуччини) - Take Me to Church (Хозиер) |
| 2016/2017 | - Sometimes It Snows in April (Принс и Wendy & Lisa) - Счастливого Рождества, мистер Лоуренс (Рюити Сакамото) - Slave to the Music (Джеймс Моррисон) - Времена года (Антонио Вивальди) - Let It Snow! Let It Snow! Let It Snow! (Джул Стайн и Сэмми Кан) - Nessun Dorma (Джакомо Пуччини) - Thinking Out Loud (Эд Ширан) / Bring Me to Life (Evanescence) |
| 2017/2018 | - Ноктюрн (до минор), Op. 48, №1(Фридерик Шопен) - Slave to the Music (Джеймс Моррисон) - Read All About It, Pt. III (Эмели Санде) - Список Шиндлера (Джон Уильямс) - Cheek to Cheek (Ирвинг Берлин) - Casta Diva (Винченцо Беллини) |
| 2018/2019 | - Ne Me Quitte Pas (Жак Брель, в память о Денисе Тене) |

## Спортивные достижения
| Соревнования                                                           | 96/97 | 97/98 | 98/99 | 99/00 | 00/01 | 01/02 | 02/03 | 03/04 | 04/05 | 05/06 | 06/07 | 07/08 | 09/10 |
| ---------------------------------------------------------------------- | ----- | ----- | ----- | ----- | ----- | ----- | ----- | ----- | ----- | ----- | ----- | ----- | ----- |
| Олимпийские игры — турнир одиночников                                  |       |       |       |       |       | 15    |       |       |       | 2     |       |       | 4     |
| Чемпионаты мира                                                        |       |       |       |       |       | 18    | 10    | 4     | 1     | 1     | 3     | 5     |       |
| Чемпионаты Европы                                                      |       |       |       |       | 9     | 4     | 5     | 6     | 4     | 2     |       | 2     | 2     |
| Чемпионаты мира среди юниоров                                          |       |       |       | 10    | 5     |       |       |       |       |       |       |       |       |
| Чемпионаты Швейцарии                                                   | 1N.   | 1J.   | 1J.   |       | 1     | 1     | 1     | 1     | 1     | 1     | 1     | 1     | 1     |
| Финалы Гран-При                                                        |       |       |       |       |       |       |       |       |       | 1     |       | 1     |       |
| Этапы Гран-При: Cup of China                                           |       |       |       |       |       |       |       |       |       | 2     |       | 3     |       |
| Этапы Гран-При: Cup of Russia                                          |       |       |       |       |       |       |       | 5     |       | 2     |       | 2     |       |
| Этапы Гран-При: Skate Canada                                           |       |       |       |       |       |       |       |       |       |       | 1     |       |       |
| Этапы Гран-При: Trophée Lalique                                        |       |       |       |       |       | 6     |       |       |       |       |       |       |       |
| Nebelhorn Trophy                                                       |       |       |       |       |       |       |       |       |       |       |       |       | 1     |
| Этапы юниорского Гран-при, Китай                                       |       |       | 8     |       |       |       |       |       |       |       |       |       |       |
| Этапы юниорского Гран-при, Франция                                     |       |       | 8     |       | 9     |       |       |       |       |       |       |       |       |
| Этапы юниорского Гран-при, Япония                                      |       |       |       | 3     |       |       |       |       |       |       |       |       |       |
| Этапы юниорского Гран-при, Мексика                                     |       |       |       |       | 2     |       |       |       |       |       |       |       |       |
| Этапы юниорского Гран-при, Норвегия                                    |       |       |       | 7     |       |       |       |       |       |       |       |       |       |
| N = Детский уровень; J = Юниорский уровень; WD = снялся с соревнований |       |       |       |       |       |       |       |       |       |       |       |       |       |

### Подробные результаты
Малые медали за короткую и произвольную программы вручаются только на чемпионатах под эгидой ИСУ. Лучшие результаты в карьере выделены жирным.
| Сезон 2003/2004     |                              |         |         |          |           |
| Дата                | Соревнование                 | Q       | SP      | FS       | Σ         |
| 21—22 ноября 2003   | Cup of Russia 2003           | —       | 6 62,00 | 3 136,01 | 5 198,01  |
| Сезон 2004/2005     |                              |         |         |          |           |
| Дата                | Соревнование                 | Q       | SP      | FS       | Σ         |
| 26—27 января 2005   | Чемпионат Европы 2005        | —       | 3 69,97 | 7 126,50 | 4 196,47  |
| 14—17 марта 2005    | Чемпионат мира 2005          | 1 38,00 | 1 80,28 | 1 144,18 | 1 262,46  |
| Сезон 2005/2006     |                              |         |         |          |           |
| Дата                | Соревнование                 | Q       | SP      | FS       | Σ         |
| 4—5 ноября 2005     | Cup of China 2005            | —       | 3 70,20 | 2 133,40 | 2 203,60  |
| 25—26 ноября 2005   | Cup of Russia 2005           | —       | 2 78,35 | 2 147,20 | 2 225,55  |
| 9—10 декабря 2005   | Чемпионат Швейцарии 2006     | —       | 1 85,93 | 1 141,07 | 1 227,00  |
| 16—17 декабря 2005  | Финал Гран-при 2005/2006     | —       | 1 80,60 | 1 149,50 | 1 230,10  |
| 20—21 января 2006   | Чемпионат Европы 2006        | —       | 3 74,73 | 2 154,14 | 2 228,87  |
| 14—16 февраля 2006  | Зимние Олимпийские игры 2006 | —       | 3 79,04 | 4 152,17 | 2 231,21  |
| 14 марта 2006       | Japan Open 2006              | —       | —       | 1 141,80 | 3T        |
| 20—23 марта 2006    | Чемпионат мира 2006          | 1 40,23 | 4 77,41 | 1 156,58 | 1 274,22  |
| Сезон 2006/2007     |                              |         |         |          |           |
| Дата                | Соревнование                 | Q       | SP      | FS       | Σ         |
| 3—4 ноября 2006     | Skate Canada 2006            | —       | 7 64,45 | 1 146,25 | 1 210,70  |
| 8—9 декабря 2006    | Чемпионат Швейцарии 2007     | —       | 1 74,82 | 1 132,13 | 1 206,95  |
| 21—22 марта 2007    | Чемпионат мира 2007          | —       | 6 72,70 | 2 160,65 | 3 233,35  |
| Сезон 2007/2008     |                              |         |         |          |           |
| Дата                | Соревнование                 | Q       | SP      | FS       | Σ         |
| 9—10 ноября 2007    | Cup of China 2007            | —       | 3 70,20 | 3 122,02 | 3 192,22  |
| 23—24 ноября 2007   | Cup of Russia 2007           | —       | 1 80,49 | 2 138,35 | 2 218,84  |
| 7—8 декабря 2007    | Чемпионат Швейцарии 2008     | —       | 1 76,84 | 1 132,71 | 1 209,55  |
| 14—15 декабря 2007  | Финал Гран-при 2007/2008     | —       | 2 83,80 | 1 155,30 | 1 239,10  |
| 23—24 января 2008   | Чемпионат Европы 2008        | —       | 3 71,78 | 2 153,46 | 2 225,24  |
| 21—22 марта 2008    | Чемпионат мира 2008          | —       | 5 79,12 | 7 138,76 | 5 217,88  |
| 20 апреля 2008      | Japan Open 2008              | —       | —       | 2 146,49 | 2T 488,45 |
| Сезон 2009/2010     |                              |         |         |          |           |
| Дата                | Соревнование                 | Q       | SP      | FS       | Σ         |
| 24—25 сентября 2009 | Nebelhorn Trophy 2009        | —       | 1 77,45 | 1 154,91 | 1 232,36  |
| 3 октября 2009      | Japan Open 2009              | —       | —       | 1 150,52 | 1T 464,03 |
| 10—12 декабря 2009  | Чемпионат Швейцарии 2010     | —       | 1 83,91 | 1 160,32 | 1 244,23  |
| 20—21 января 2010   | Чемпионат Европы 2010        | —       | 5 77,75 | 2 160,79 | 2 238,54  |
| 16—18 февраля 2010  | Зимние Олимпийские игры 2010 | —       | 5 84,63 | 3 162,09 | 4 246,72  |

↑  — в турнире участвуют три сборных: Европы (за которую выступал Ламбьель), Северной Америки и Японии. Показан командный результат, являющийся суммой баллов всех фигуристов, выступающих за команду.